# Thujopsis
Thujopsis is de botanische naam van een geslacht uit de cipresfamilie (Cupressaceae). Het geslacht telt één soort: Thujopsis dolabrata. De Nederlandse benaming van deze conifeer is Hibacypres.
De schubben zijn aan de bovenzijde groen van kleur, de onderzijde is evenwel wit gevlekt.